# دسریک مارسل-استب
 دسریک مارسل-استب (انگلیسی: Cedrik-Marcel Stebe؛ زادهٔ ۹ اکتبر ۱۹۹۰) یک تنیس‌باز اهل آلمان است.